# 梁緒
梁緒 （？年—？年），三國時期人物，先仕魏後仕蜀，官至蜀漢大鴻臚。

## 生平
建興六年（228年）諸葛亮出兵祁山，姜維及功曹梁緒、主簿尹賞、主記梁虔等正與天水太守馬遵同行，馬遵聽到漢軍將至，諸縣響應，於是懷疑姜維等人皆有異心，遂連夜逃走。姜維等人察覺馬遵已逃，想回去，但城門已關閉。去冀城，也被拒門外，於是梁緒與姜維、尹賞、梁虔一同降漢。